# チェリー・ピンク・チャチャ
俗にチェリー・ピンク・チャチャとして知られる、原題 Cerisiers Roses et Pommiers Blancs は、フランスのルイギが1950年に作曲したポピュラー音楽の楽曲。英語タイトルは Cherry Pink and Apple Blossom White 。各国さまざまなタイトルで呼ばれ、「チェリー・ピンク・マンボ (Cherry Pink Mambo)」「セレソ・ローサ (Cerezo Rosa)」「Ciliegi Rosa」「Gummy Mambo」などの別題がある。

## 概説
フランス語の歌詞はジャック・ラルー、英語の歌詞はマック・デイヴィッドが書いたものがあり、いずれもヒットした。
中でも、1955年に、ペレス・プラードと彼の楽団（トランペット奏者ビリー・リージス Billy Regis をフィーチャーした）によるインストゥルメンタル曲としての録音が、スライドする音高の上下からメロディに入るといった特徴もあって、最も人気の高いバージョンとなり、『ビルボード』誌のチャートで10週間にわたって1位となった。この曲は、ゴールドディスクとなった。また、ペレス・プラードは、1955年の映画『海底の黄金 Underwater!』で、ジェーン・ラッセルが踊る場面のために、この曲を最初にカバーした。『ビルボード』誌の年間チャートでは、1955年の1位を記録した。
アメリカ合衆国において、歌入りのバージョンの中でもっとも人気があったのは、アラン・デイルのもので、1955年にチャートの14位まで上昇した。
イギリスでは、1955年のうちに2つのバージョンがチャートの首位に立った。最初に、ペレス・プラードのバージョンが首位に2週間留まった。その半月も経たないうちに、イギリスのトランペット奏者エディ・カルヴァートのバージョンが首位となり、そこに4週間留まった。
1961年、ジェリー・ムラーズ・ハーモニキャッツは、この曲をタイトル曲としたアルバムを発表した。
アル・ハートは、1965年のアルバム『They're Playing Our Song』に自身のバージョンを収録した。
1982年には、イギリスのポップ・グループ、モダン・ロマンス（ジョン・デュ・プレが在籍していた）が、歌入りのバージョンをイギリスのチャートのトップ20に送り込んだ。

## おもなバージョン
- アンドレ・クラヴォー（フランス語版）（フランス語によるオリジナル：1950年）
- ジョージア・ギブス（英語版）（1951年）
- ティノ・ロッシ（1951年：1954年に「サクランボの木とリンゴの木」の邦題で日本でも発売[9]）
- ニッラ・ピッツィ（イタリア語版）（イタリア語：1951年）
- フォティス・ポリメリス（ギリシア語版）（ギリシャ語：1952年）
- アラン・デイル（1955年）
- ペレス・プラード（インストゥルメンタル：1955年、1960年）
- エディ・カルヴァート（インストゥルメンタル：1955年）
- チェット・アトキンス（1955年）
- パット・ブーン（1960年：フィリピンにおいて大ヒットとなった。）
- ジェリー・ムラーズ・ハーモニキャッツ（1961年）
- レスター・スターリング（英語版）（変名「Mr. Versatile」名義：インストゥルメンタル：1969年）
- ノリー・パラマー（英語版）楽団（1977年）
- ムノツィル・ブラス（英語版）（2004年）
- アーサー・マレー
- ビル・ブラック・コンボ
- ビリー・ヴォーン
- ビング・クロスビー
- ディーヴォ（「Softcore Mutations」という曲名でとりあげているが未発売。）
- アール・ボスティック（英語版）
- エドムンド・ロス
- ジゼル・マッケンジー（英語版）
- ハリー・ジェイムス
- ホルスト・フィッシャー（英語版）
- ヒューゴ・モンテネグロ（英語版）
- Iイーヴォ・ロビッチ（クロアチア語「Jabuke i trešnje」、作詞はマリオ・キネル (Mario Kinel)）
- ジェームス・ラスト楽団
- ジョン・バリー
- ローレンス・ウェルク（英語版）
- リベラーチェ
- ルー・ドナルドソン
- ミシェル・ルグラン
- モダン・ロマンス
- ニーノ・インパロメーニ（ドイツ語版）
- ロン・リビングストン
- ルベン・ペニャ
- スパイク・ジョーンズ（変名「Davey Crackpot」名義：ジョージ・ロック（英語版）のトランペットによるペレス・プラードの大ヒット盤のパロディ。）
- スタンリー・ブラック
- ファビュラス・サンダーバーズ（英語版）
- ザ・ベンチャーズ
- ザビア・クガート

### フィンランド語版「Kaksi ruusua」
- ヘンリー・ティール（英語版）（1955年）
- オラヴィ・ヴィルタ（英語版）（1955年）
- エルキ・ユンカリネン（英語版）（1975年）
- レイヨ・タイパレ（英語版）（1975年）
- エージェンツ（英語版）（1985年）

## 文化的影響
- ペレス・プラードのバージョンは、上記『海底の黄金』のほか、1989年の映画『私のパパはマフィアの首領』と『Parents』に用いられた。
- 日本のコントグループ、ザ・ドリフターズのコントにおいて、志村けんが衣裳を脱ぐ際のBGMに使われることが多かった。